# Döschwitz
Döschwitz è una frazione del comune tedesco di Kretzschau  di 884 abitanti, situato nel land della Sassonia-Anhalt.
Fino al 31 dicembre 2009 ha costituito un comune autonomo.